# アガトン (フィロタスの子)
アガトン（古代ギリシア語: Aγαθων, ラテン文字転記：Agathon, 紀元前4世紀, 生没年不明）は、紀元前4世紀のマケドニア王国の人物である。
アガトンはフィロタスの子で、パルメニオン、アサンドロスの弟である。アレクサンドロス3世の死後のディアドコイ戦争では兄でカリア太守のアサンドロスに従ったが、戦いの末紀元前313年にアサンドロスとアンティゴノスとの間で和約が結ばれた。その時アガトンはアンティゴノスへの人質となったが、数日後にアサンドロスはこの屈辱的な和約を破棄し、アガトンを脱出させた。アサンドロスはプトレマイオスとセレウコスに援軍を求めたが、すぐにアンティゴノスに敗れ、カリアはアンティゴノスに征服された。
それ以降のアサンドロスおよびアガトンの行方は不明である。なお、アガトンにはアサンドロスという子がいたようである。

## 註
1. ↑  ディオドロス, XIX. 75

## 参考サイト
- Bill Thayer's Web Site（ディオドロスの『歴史叢書』の英訳あり）
- William Smith, Dictionary of Greek and Roman Biography and Mythology